# Takács Istvánné
Takács Istvánné (Vancsa Mária) (Dombóvár, 1946.) ny. gimnáziumi tanár, helytörténész, Dombóvár város díszpolgára.

## Életpályája
Alapiskoláit Dombóváron végezte. Orosz-történelem szakos diplomát szerzett, 1969-től tanított a Dombóvári Illyés Gyula Gimnáziumban. Szakértelmét a szekszárdi Illyés Gyula Pedagógiai Főiskola is elismeri. Alapító tagja a Dombóvári Városszépítő és Városvédő Közhasznú Egyesületnek (1984. november 27.) ill. a Dombóvári Helytörténeti Múzeumnak (2001). Tagja a Dombóvári Értéktár Értéktár Bizottságának. Aktív tagja továbbá Dombóvár város közéletének. Állítása szerint: "a szűkebb és a tágabb szülőföldhöz tartozás gyökerei azzal alakítható ki a leginkább, ha tisztában vagyunk településünk, kistérségünk, régiónk, országunk és népünk múltjával."

## Könyvei
- Neves dombóvári évfordulók  [összeáll. Takács Istvánné] –  Dombóvári Városszépítő és Városvédő Közhasznú Egyesület kiadása – 2022. ISBN 978-963-89773-4-2
- Takács Istvánné – Erky-Nagy Tibor: Dombóváriak a Nagy Háborúban,  A Dombóvári Városi Könyvtár kiadása – 2016. ISBN 978-963-12-4387-1
- Dombóváriak az I. világháborúban – 2015.
- Takács Istvánné: Felsőleperd - Az Esterházy-uradalom egyik pusztája – Dalmand Község Önkormányzata kiadása –  2014. ISBN 978-963-08-7022-1
- Takács Istvánné – Müller Ádám: Fürdőélet Dombóváron, 1899-2011. – Dombóvár és Környéke Víz- és Csatornamű Kft. kiadása – 2011. ISBN 978-963-08-0994-8
- Takács Istvánné: A dombóvári zsidóság története – Dombóvári Városszépítő és Városvédő Közhasznú Egyesület kiadása – 2007.
- 5. helytörténeti kiadvány: Takács Istvánné: Arcok Dombóvárról – 2000.
- 3. helytörténeti kiadvány: Takács Istvánné: Gyökerek nyomában – 1998.
- A dombóvári egyházi öregtemető története - 1997.

## Tagság
- Dombóvári Városszépítő és Városvédő Közhasznú Egyesület (alapító tag) – 1984
- Dombóvári Értéktár Értéktár Bizottsága – 2015

## Kitüntetései
- Dombóvár város díszpolgára - 2007
- Dombóvár Város Elismerő Díszjelvénye – 2002
- Kiváló pedagógus
- Honvédelmi miniszteri emlékplakett[forrás?]